# Tolupans
Els tolupans són un poble indígena localitzat en la república d'Hondures, principalment a la costa nord-oest d'Hondures i a la comunitat La Montaña del Flor al centre d'Hondures. També són anomenats Cicaque, Hicaque, Ikake, Taguaca, Taupane, Tol, Tolpan, Torrupan, o Xicaque.

## Cultura
Els tolupans són un poble agrícola, i viuen del conreu de fesols, blat de moro, yuca i mandioca. També pesquen, cacen i crien bestiar. Són polígams i culturalment són similars als miskitos i sumos de Nicaragua.

## Història
Segons es coneix es van oposar durant la conquesta espanyola dels territoris que eren de la seva propietat després conegut com a Província d'Hondures, actual república d'Hondures; van lluitar per evitar ser privats de la seva llibertat, el seu cacic per aquest llavors, era Cicumba, qui va oposar resistència a les forces espanyoles dirigides per Pedro de Alvarado en 1536 a la zona del riu Ulúa i el vall de Sula. Després de ser derrotada resistència tolupana va ser aixafada al costat del rei Cicumba, se'ls va deixar morir per gana. Les altres tribus restants van continuar habitant els seus poblats originaris.
En aquest llavors eren caçadors-recol·lectors, conreaven yuca amarga i, comerciaven blat de moro i el cactus que produeix la cochinilla, utilitzaven canoas monóxiles per transportar els seus productes comercials.
Des del segle XV fins a l'actualitat han ocupat les seves terres originals en els departaments d'Olancho, Yoro i Atlántida. Avui dia tenen una "reserva" en la Montaña de la Flor en Francisco Morazán. Les terres que ocupen els tolupans són un 60% terres forestals, un 30% terres dedicades a la ramaderia i un 10% terres d'ús agrícola.
En els documents colonials s'usen la paraula jicaque per a gent indígena no sota el domini espanyol, però en la seva majoria no són membres d'aquest grup indígena, ni parlen la llengua Tol. Els termes jicaque o xicaque són un pejoratiu doncs en quitxé significa 'caníbal, indi salvatge'. Els seus cacics actuals són Cipriano i Tomás Martínez. En 1855 hi havia 7.000 xicaques a Yoro, tres anys després eren amb prou feines 3.000 més altres mil en Santa Bàrbara.

## Llengües dels tolupans
Els tolupans parlen un conjunt de llengües estretament emparentades anomenades tol o jicaque, que juntes formen la família jicaque-tol. Aquest conjunt de llengües ameríndies es parlen encara dins de l'actual Hondures.
Aquestes llengües jicaque-tol estan emparentades amb les llengües tequistlateques parlades en l'estat mexicà d'Oaxaca formant la família tequistlateca-jicaque. També s'ha conjecturat molt especulativament en aquest últim grup podria estar relacionat amb les llengües hoka d'Amèrica del Nord.

## Defensa de les seves terres
Des de temps de la colonització han defensat els seus territoris dels invasors espanyols cuidant la salut de llurs boscos i terres, monitoritzant la qualitat de les aigües i l'estat dels boscos als departament de Yoro, Olancho i Atlántida.
Les mineres en aquests terrenys han estat contaminant les aigües i terres, d'altra banda les empreses aserradores han estat talant els boscos per vendre'ls a l'estranger, eliminant la bellesa natural d'aquests, la vida animal i les seves fonts d'aliments.
En la segona setmana d'agost del 2013 uns 150 tolupans protestaven contra la tala dels boscos i la contaminació de les mineres a les seves terres pel que van prendre la carretera per dues setmanes evitant el pas de carregaments d'antimoni en la mina de Yoro i de camions amb fusta extreta dels boscos.
El dilluns 26 d'agost a les 5 de la tarda van arribar al lloc dos sicaris de nom Selvín Fúnez i Carlos Matute en una motocicleta, argumentaven ser de l'ètnia i exigien creuar la presa, seguidament van desenfundar les seves armes i van assassinar als germans Ricardo Soto Fúnez i Armando Fúnez Medina, i van perseguir María Enriqueta Matute de 71 anys fins a la seva casa i li van disparar al cap assassinant-la.